# سنت‌بکالا
سنت‌بِکالا (به مجاری:  Szentbékkálla) یک شهرداری در مجارستان است که در ناحیه تاپولتسا واقع شده‌است. سنت‌بکالا ۱۰٫۷ کیلومتر مربع مساحت و ۲۳۷ نفر جمعیت دارد.